# Giovanni Ermanno Ligozzi
Giovanni Ermanno Ligozzi (Verona, 1525 – 1605) è stato un pittore italiano della fine del XVI secolo, padre di Jacopo Ligozzi.
Artista e ricamatore, discendente da una famiglia di ricamatori di origine milanese, fu attivo a Verona ma anche nel territorio di Trento, dove venne chiamato nel 1557 dal cardinale Cristoforo Madruzzo; lì lasciò una pala nella chiesa di San Silvestro a Vigo Lomaso, Madonna col Bambino e i santi Silvestro e Lorenzo (1567, in collaborazione col figlio). Le opere ancora esistenti a Verona sono nella chiesa dei Santi Apostoli, I Santi Nicolò, Girolamo e Francesco adorano il nome di Gesù (1573, primo altare a sinistra) e in Sant'Eufemia, Santissima Trinità e Santi (primo altare a destra).